# Grive andromède
Zoothera andromedae
Espèce
Statut de conservation UICN

 LC  : Préoccupation mineure
La Grive andromède (Zoothera andromedae) est une espèce de passereaux de la famille des Turdidae.

## Répartition
Elle est présente en Indonésie, en Malaisie, aux Philippines et au Timor oriental.

## Habitat
Elle vit dans les forêts humides tropicales et subtropicales[réf. souhaitée].